# Duttaphrynus melanostictus
Duttaphrynus melanostictus, conhecido como Sapo-cururu, é uma espécie de sapo da família Bufonidae e que possui uma ampla dispersão pelo sul e sudeste asiático e noroeste da Oceania. Ele pode ser encontrado desde o norte do Paquistão, passando pelo Nepal, Bangladesh, India (incluindo as Ilhas Andamão e Nicobar), Sri Lanka, sul da China (incluindo Taiwan, Hong Kong e Macau), Myanmar, Laos, Vietnã, Tailândia, Camboja, Malásia, Singapura, Indonésia (Sumatra, Java, Bornéu, Ilhas Anambas, Ilhas Natuna) e introduzidas em Bali, Sulawesi, Amboina, Nova Guiné. Foi registrada desde o nível do mar até a 1,800m de altitude, tanto em florestas e pantanos como em áreas urbanizadas
Os sapos da espécie chegaram como espécie invasora à Ilha de Madagáscar, em conteiners de navegação, entre 2007 e 2010. Desde então, a população desse anfíbio cresceu exponencialmente, chegando a mais de 4 milhões de exemplares. O crescimento rápido da população da espécie, cominado com a estranheza desses indivíduos ao ecossistema malgaxe, colocaram a biodiversidade do país em sério risco de catástrofe, conforme apontaram cientistas.